# Fylkesväg 34
Fylkesväg 34 (norska: Fylkesvei 34) är en primär fylkesväg i Innlandet fylke i Norge som går mellan Jaren i Grans kommun och Svingvoll i Søndre Lands kommun. Vägen är 56,3 kilometer lång och asfalterad. Den går längs östra sidan av sjön Randsfjorden och passerar bland annat genom tätorten Hov.
Vägen ansluter till:
- Riksväg 4 (vid Jaren)
- Fylkesväg 33 (vid Svingvoll)

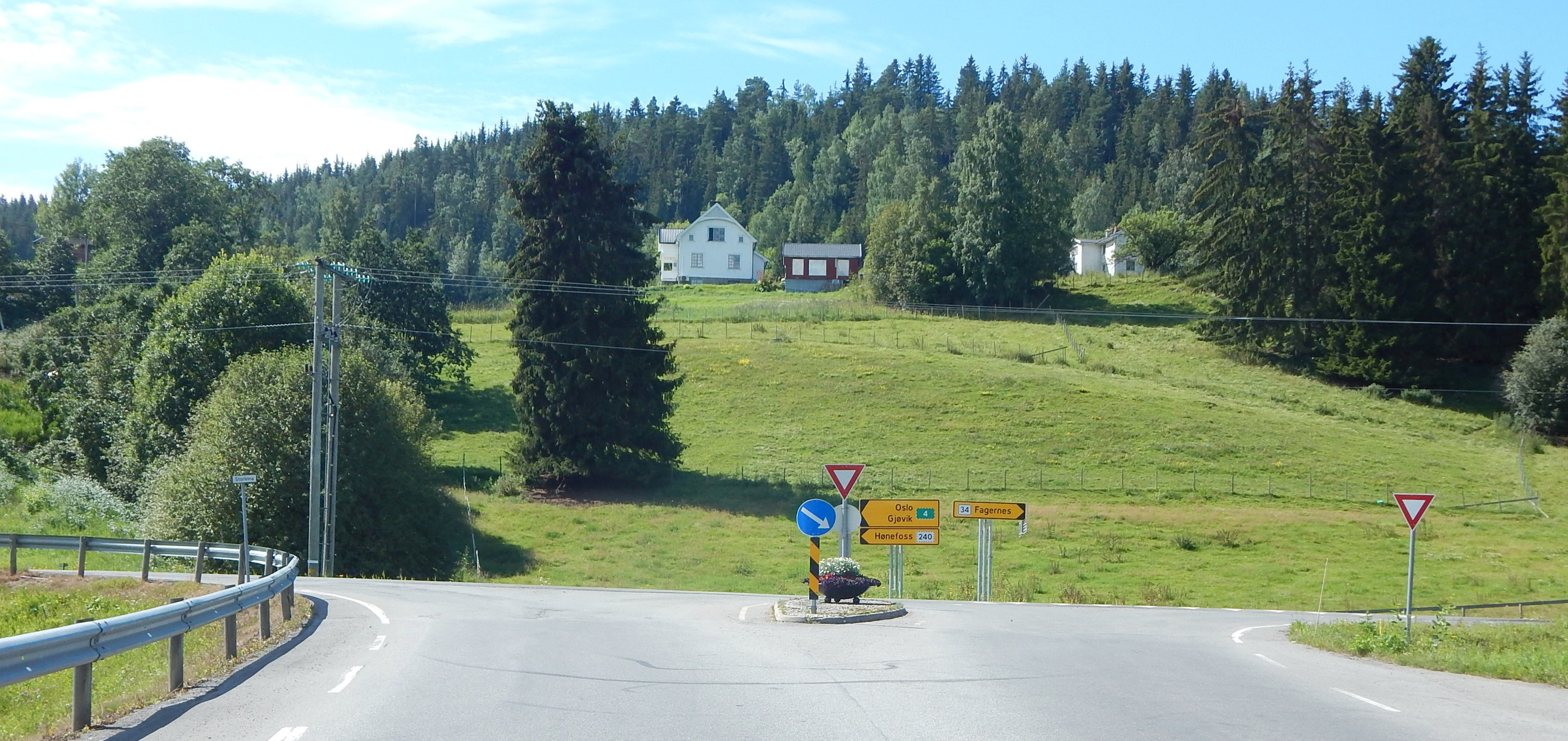
Korsningen mellan anslutande fylkesväg 2316 (i förgrunden) och fylkesväg 34 i Brandbu.